# What's the 411? Remix
What's the 411? Remix è un album di remix della cantante statunitense Mary J. Blige, pubblicato nel 1993.

## Tracce
1. Leave a Message (featuring The Notorious B.I.G., Puff Daddy, K-Ci Hailey, Martin Lawrence & Tim "Buttnaked" Dawg) – 3:38
2. You Don't Have to Worry (featuring Craig Mack) – 4:38
3. My Love (featuring Heavy D) – 7:13
4. Real Love (Remix) (featuring The Notorious B.I.G.) – 4:47
5. What's the 411? (featuring K-Ci Hailey & The Notorious B.I.G.) – 4:54
6. Reminisce (featuring C.L. Smooth) – 5:11
7. Mary & Andre (featuring Andre Harrell) – 0:27
8. Sweet Thing – 3:43
9. Love No Limit (featuring Kid Capri) – 4:04
10. You Remind Me (featuring Greg Nice of Nice & Smooth) – 5:56
11. Changes I've Been Going Through – 4:31
12. I Don't Want to Do Anything (featuring K-Ci Hailey) – 6:01